# 1455 Mitchella
Az 1455 Mitchella (ideiglenes jelöléssel 1937 LF) a Naprendszer kisbolygóövében található aszteroida. Alfred Bohrmann fedezte fel 1937. június 5-én, Heidelbergben.